# Moro (distrito)
O Distrito peruano de Moro é um dos treze distritos que forman a Província de Santa, situada em Ancash, pertenecente a Região de Ancash.

## Transporte
O distrito de Moro é servido pela seguinte rodovia:
- AN-104, que liga a cidade de Samanco ao distrito de Caraz[2][3][4]